# Juan Carlos Fernández Argenta
Juan Carlos Fernández Argenta (Àvila, 24 de setembre de 1962) és un exfutbolista i entrenador castellanolleonès. Com a jugador, ocupava la posició de migcampista.

## Trajectòria
Va militar a diferents conjunts, com la Cultural Leonesa, el Rayo Vallecano o el Getafe CF, entre d'altres. Amb el Rayo va debutar a primera divisió a la temporada 89/90, tot jugant 25 partits i marcant un gol. Els vallecans van baixar per romandre a Segona fins a un nou ascens el 1992. En aquesta nova ocasió entre els equips grans, el migcampista casellanolleonès va disputar 17 partits, i va marcar 2 gols.
Després de la seua retirada, ha entrenat equips com el Real Ávila.